# Euthalia formosana

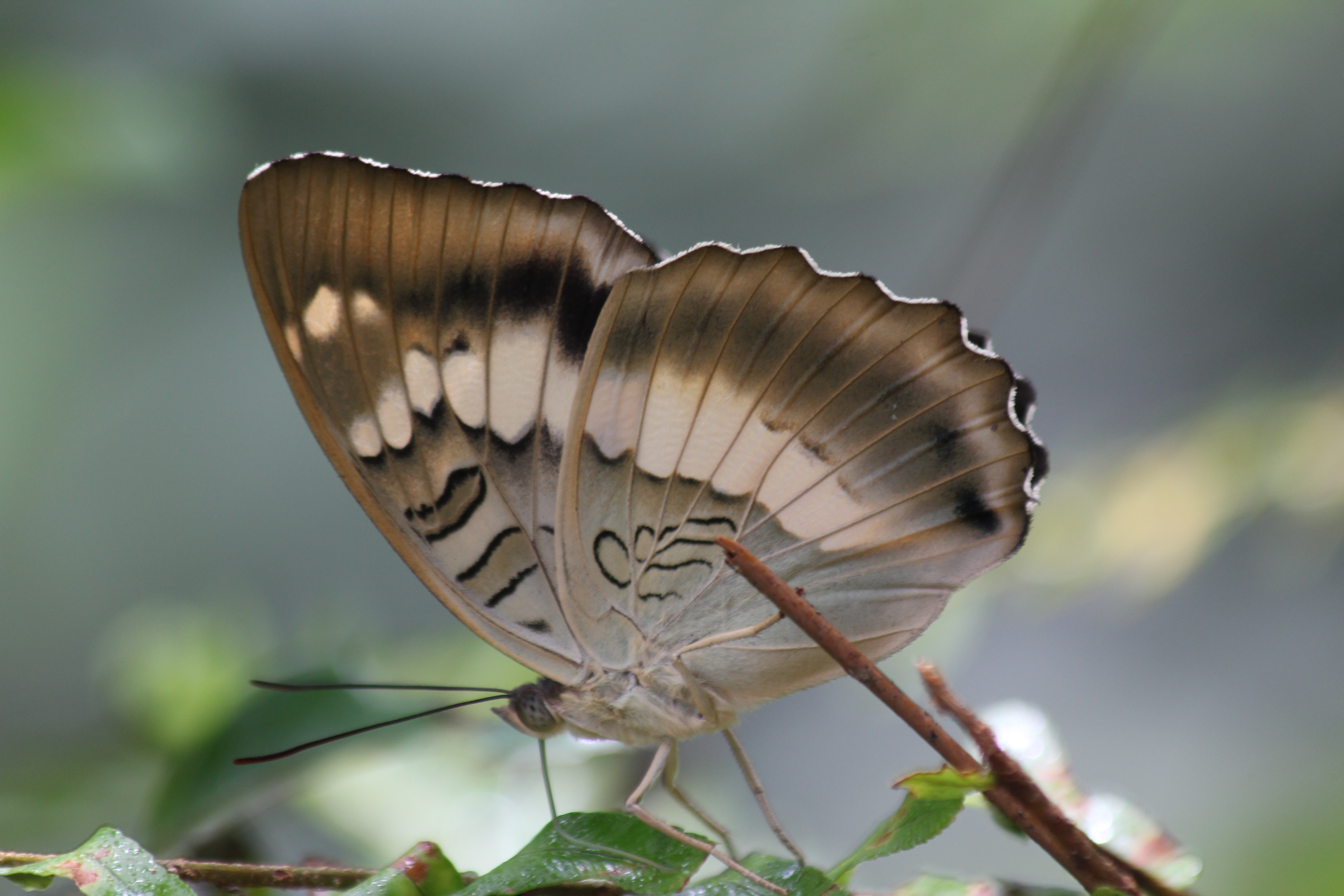
Flügelunterseite

Euthalia formosana ist ein auf Taiwan vorkommender Schmetterling (Tagfalter) aus der Familie der Edelfalter (Nymphalidae).

## Merkmale

### Falter
Die Vorderflügellänge der Weibchen beträgt 46 bis 50 Millimeter, bei den etwas kleineren Männchen zwischen 40 und 43 Millimetern. Beiden Geschlechtern gemeinsam ist die graugrüne bis blaugraue Grundfarbe der Flügeloberseiten. Über die Diskalregion erstreckt sich auf beiden Flügelpaaren eine weißliche Binde, die sich auf den Vorderflügeln in Richtung Apex gabelt. In der Submarginalregion ist auf der Hinterflügeloberseite eine Reihe runder schwarzer Flecke erkennbar. Auf den braunen Flügelunterseiten scheint die Zeichnung der Oberseiten etwas verblasst hindurch. Die Basalregion der Hinterflügel ist cremefarben aufgehellt.

### Raupe
Ausgewachsene Raupen sind grün gefärbt. Von jedem Körpersegment gehen seitlich tannenzweigähnliche, stachelige Auswüchse ab. Die weiße Rückenlinie ist mit einigen rosafarbenen Flecken versehen.

## Verbreitung und Lebensraum
Die Art kommt auf Taiwan vor. Euthalia formosana besiedelt in erster Linie Eichenwälder.

## Lebensweise
Die Falter fliegen zwischen April und November und haben ein schwerpunktmäßiges Auftreten in den Monaten Juni und Juli. Sie saugen gelegentlich an feuchten Erdstellen, um Flüssigkeit und Mineralstoffe aufzunehmen. Die Raupen ernähren sich von den Blättern verschiedener Eichenarten (Quercus) sowie von Mallotus philippensis.